# Gift ±
Gift ± (ギフト±?), noto anche come Gift Plus Minus, è un manga seinen scritto e disegnato da Yuka Nagate.

## Trama
Tamaki Suzuhara è un'adolescente enigmatica, algida e costantemente impassibile, la quale afferma sempre che «ogni vita è preziosa». La giovane nasconde tuttavia un segreto, fa parte infatti di un'organizzazione specializzata nel trovare criminali senza più alcuna speranza di redenzione, con lo scopo di ucciderli e di mettere in commercio i loro organi, che potranno servire per far rimanere in vita persone più "meritevoli".

## Manga
In Giappone il manga è stato pubblicato dalla Nihon Bungeisha sulla rivista Weekly Manga Goraku, a partire dal 20 marzo 2015 al 19 agosto 2022; la serializzazione in volumi è avvenuta a partire dal 18 luglio dello stesso anno. In Italia la serie è stata annunciata da RW Edizioni che la pubblica sotto l'etichetta Goen dal 29 aprile 2022.

### Volumi
| Nº | Data di prima pubblicazione | Data di prima pubblicazione | Data di prima pubblicazione | Data di prima pubblicazione |
| Nº | Giapponese                  | Giapponese                  | Italiano                    | Italiano                    |
| -- | --------------------------- | --------------------------- | --------------------------- | --------------------------- |
| 1  | 18 luglio 2015              | ISBN 978-4-537-13312-7      | 29 aprile 2022              | ISBN 978-88-9284-629-6      |
| 2  | 19 ottobre 2015             | ISBN 978-4-537-13352-3      | 26 agosto 2022              | ISBN 978-88-9284-622-7      |
| 3  | 18 gennaio 2016             | ISBN 978-4-537-13394-3      | 28 ottobre 2022             | ISBN 978-88-9284-455-1      |
| 4  | 18 aprile 2016              | ISBN 978-4-537-13430-8      | 25 novembre 2022            | ISBN 978-88-9284-483-4      |
| 5  | 19 luglio 2016              | ISBN 978-4-537-13468-1      | 16 dicembre 2022            | ISBN 978-88-9284-533-6      |
| 6  | 28 ottobre 2016             | ISBN 978-4-537-13502-2      | —                           | ISBN 978-88-9284-572-5      |
| 7  | 18 febbraio 2017            | ISBN 978-4-537-13550-3      | —                           | ISBN 978-88-9284-668-5      |
| 8  | 19 maggio 2017              | ISBN 978-4-537-13583-1      | —                           | ISBN 978-88-9284-738-5      |
| 9  | 7 settembre 2017            | ISBN 978-4-537-13623-4      | —                           | ISBN 978-88-9284-772-9      |
| 10 | 18 dicembre 2017            | ISBN 978-4-537-13668-5      | —                           | —                           |
| 11 | 19 marzo 2018               | ISBN 978-4-537-13710-1      | —                           | —                           |
| 12 | 20 giugno 2018              | ISBN 978-4-537-13760-6      | —                           | —                           |
| 13 | 18 settembre 2018           | ISBN 978-4-537-13809-2      | —                           | —                           |
| 14 | 19 dicembre 2018            | ISBN 978-4-537-13859-7      | —                           | —                           |
| 15 | 19 marzo 2019               | ISBN 978-4-537-13895-5      | —                           | —                           |
| 16 | 28 giugno 2019              | ISBN 978-4-537-13940-2      | —                           | —                           |
| 17 | 9 ottobre 2019              | ISBN 978-4-537-13986-0      | —                           | —                           |
| 18 | 28 febbraio 2020            | ISBN 978-4-537-14208-2      | —                           | —                           |
| 19 | 9 luglio 2020               | ISBN 978-4-537-14261-7      | —                           | —                           |
| 20 | 29 ottobre 2020             | ISBN 978-4-537-14300-3      | —                           | —                           |
| 21 | 27 febbraio 2021            | ISBN 978-4-537-14344-7      | —                           | —                           |
| 22 | 16 luglio 2021              | ISBN 978-4-537-14391-1      | —                           | —                           |
| 23 | 29 novembre 2021            | ISBN 978-4-537-14435-2      | —                           | —                           |
| 24 | 28 febbraio 2022            | ISBN 978-4-537-14470-3      | —                           | —                           |
| 25 | 27 maggio 2022              | ISBN 978-4-537-14511-3      | —                           | —                           |
| 26 | 19 ottobre 2022             | ISBN 978-4-537-14556-4      | —                           | —                           |